# (78071) Vicent
Pour les articles homonymes, voir Vicent.
(78071) Vicent est un astéroïde de la ceinture principale qui a une période orbitale de 1 661,528 jours (4,55 années). 
L'astéroïde a été découvert le 1er juin 2002. Le nom est un hommage à Francesc Vicent, qui a écrit en 1495 Libre dels jochs partits dels schacs en nombre de 100, premier ouvrage imprimé qui utilisait les règles modernes des échecs, notamment les nouveaux déplacements de la Dame.